# 鏡 e.p.
『鏡 e.p.』（かがみ イーピー）は、日本のロックバンド・go!go!vanillasが、2020年11月に自身初となる日本武道館公演を開催することを記念して発売した、1枚目のEP。2020年11月18日にGetting Betterより発売された。

## 概要
2020年11月23日にgo!go!vanillas史上初となる日本武道館でのライブを開催することを記念して発売されたEP。
CDのみからなる通常盤と、CDとDVDが付属する完全限定生産盤の2形態でリリースされた。CDには、メンバー4人がそれぞれ作詞作曲とボーカルを担当した全4曲が収録されている。ジャケットは井上絢名が担当しており、『鏡の国のアリス』の世界観をイメージしたもの
。完全限定生産盤は、17cm四方の7inchサイズ・スペシャルパッケージ仕様。スペシャルパッケージには、メンバー4人がジャケット同様にカラフルなメイクアップアートを施した、“マルチ・アートワーク・スリーブ”を封入されており、付属DVDには、2020年9月26日に行われた『go!go!vanillas special live “MAKE UP CITY” at Blue Note Tokyo』から、ライブ映像全8曲に加え、当日の舞台裏に密着したドキュメンタリー映像が収録された。
牧は今作について、「本当にメンバーそれぞれの人となりが見えるくらいハッキリと違う作品にしたいっていう想いが強かったです。こういう部分に熱くなるんだ!とか、ロックのこういう部分に憧れてるんだ! 音楽のこういうとこが好きなんだ! みたいなのが、一聴してすぐに分かる1枚にしたかったんです。」と発言している。
今作を引っ提げて、初の日本武道館公演を含むライブツアー『ROAD TO AMAZING BUDOKAN TOUR 2020』が開催された。

### リリース
2020年9月26日に開催されたライブ『go!go!vanillas special live “MAKE UP CITY” at Blue Note Tokyo』のMCにてリリースが発表された。 
2020年11月3日にTOKYO FM系列のSCHOOL OF LOCKにて表題曲「鏡」の音源が初オンエアされた。
発売日の2020年11月18日に表題曲「鏡」のMVが公開された。

## 収録内容

### CD
| 全編曲: go!go!vanillas。 |                      |                    |       |
| #                        | タイトル             | 作詞・作曲         | 時間  |
| 1.                       | 「鏡」               | 牧達弥             | 03:49 |
| 2.                       | 「バームクーヘン」   | 長谷川プリティ敬祐 | 03:28 |
| 3.                       | 「イノセンス」       | 柳沢進太郎         | 03:51 |
| 4.                       | 「JETT ROCK SCHOOL」 | ジェットセイヤ     | 02:01 |
| 合計時間:                | 合計時間:            | 合計時間:          | 13:11 |

### 完全限定生産盤付属DVD
| #  | タイトル                                                  | 作詞 | 作曲・編曲 | 時間  |
| -- | --------------------------------------------------------- | ---- | ---------- | ----- |
| 1. | 「マジック」                                              |      |            | 05:09 |
| 2. | 「パラノーマルワンダーワールド」                          |      |            | 04:36 |
| 3. | 「鏡」                                                    |      |            | 04:12 |
| 4. | 「エマ」                                                  |      |            | 03:46 |
| 5. | 「ミスタースウィンドル」                                  |      |            | 03:17 |
| 6. | 「ラッキースター」                                        |      |            | 07:37 |
| 7. | 「アメイジングレース」                                    |      |            | 04:40 |
| 8. | 「ドントストップザミュージック」                          |      |            | 04:04 |
| 9. | 「"MAKE UP CITY" at Blue Note Tokyo -behind the scenes-」 |      |            | 14:40 |

## 楽曲解説
1. 鏡
  - 牧達弥作詞作曲ボーカル曲。
  - 今作の表題曲。
  - アルバム「PANDORA」に収録された。
  - 「RUSH BALL 2020」にて初披露された[14][8]。
  - 牧曰く、コロナ禍で社会全体が変わる中でバンドも変わらなければならないと感じていたこともあり、今曲はコード進行や転調などで新しい挑戦をしたとのこと。歌詞はコロナ禍で経験した「今までにない事態」を記すという意味のもと書かれた[8]。「“表”と“裏”とで二極化していく世界でどう音楽を鳴らしていくか」を意識して製作した楽曲だという[15]。
2. バームクーヘン
  - 長谷川プリティ敬祐作詞作曲ボーカル曲。プリティが1曲通してリードボーカルを執るのは今回が初である[15]。
  - タイトルは、2018年末の事故でプリティが入院していた際に、バームクーヘンを食べることが唯一の楽しみであったことに由来する[8]。
  - 当初プリティが製作してきた楽曲は、表題曲「鏡」に雰囲気が近いものであったが、牧がより「プリティらしい曲」を求めた結果今曲が採用された[8]。
  - サビの「Yeah」のバックシャウトは牧が担当している[8]。
3. イノセンス
  - 柳沢進太郎作詞作曲ボーカル曲。
  - 牧は今曲を「進太郎らしい曲。言いたいことが詰め込まれていないのも洋楽っぽくて良い」「転調が複雑でめちゃくちゃ苦労した」と評した[8]。
4. JETT ROCK SCHOOL
  - ジェットセイヤ作詞作曲ボーカル曲。
  - セイヤが中学1年生のころに作った楽曲で、歌詞は当時抱えていた学校への不満を綴ったものとのこと[8]。
  - メンバー全員が担当の楽器をシャッフルしており、牧はドラム、プリティはギター、柳沢はベース、ジェットセイヤはギターとボーカルを担当した[16][15]。これは、プリティが事故で入院しておりプリティ以外の3人でライブをしていた時期に、牧がドラム、柳沢がベース、セイヤがギターという編成で「Ready Steady go!go!」を演奏していたことがきっかけである[17]。担当楽器をシャッフルすることで、バンドの組み始めの初期衝動を表現するのが拘りだったという[8]。

## 収録映像解説
「PLAY BACK “MAKE UP CITY” at Blue Note Tokyo」

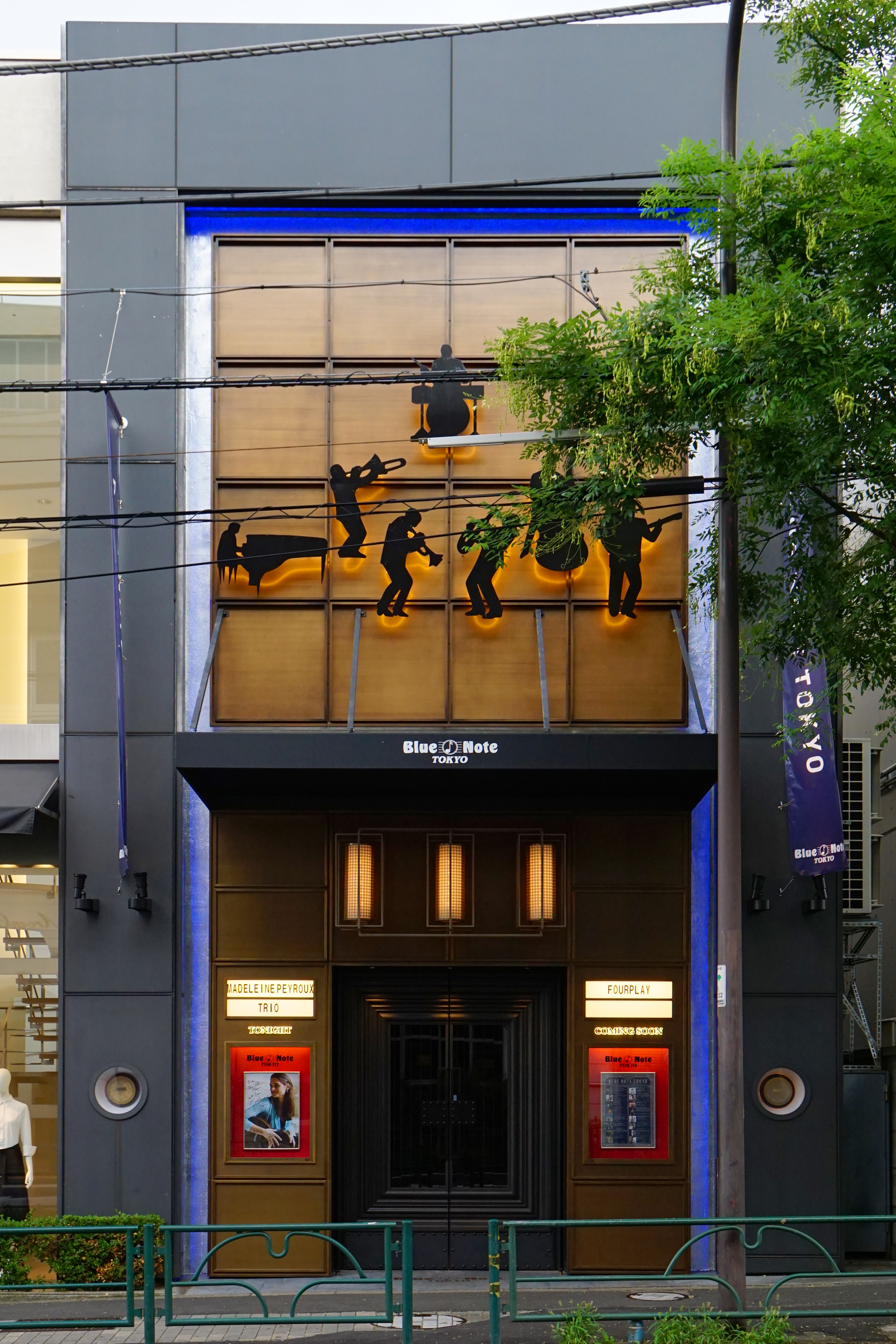
ブルーノート東京

「special live “MAKE UP CITY”」は2020年9月26日にBlue Note Tokyoにて開催されたgo!go!vanillasのライブ。サポートメンバーに"くるり"よりファンファン (トランペット)、"Glider"より栗田祐輔 (ピアノ)を迎えた6人編成で、ジャズマナーに倣い1日2公演、同じセットリストで開催された。コロナ禍であったが、140名限定で有観客で開催され、YouTubeにてライブの無料生配信も行われた。
ライブでは今作に収録されている8曲の他、「ビートクラブ」「Penetration」「Do You Wanna」も披露された。今作収録でアンコールとして披露されていた「アメイジングレース」「ドントストップザミュージック」は前述のYouTube生配信では配信されていなかったため、今作が初映像化となった。

### 収録内容
1. マジック
2. パラノーマルワンダーワールド
3. 鏡
4. エマ
5. ミスタースウィンドル
6. ラッキースター
7. アメイジングレース
8. ドントストップザミュージック
9. “MAKE UP CITY” at Blue Note Tokyo -behind the scenes-

## 参加ミュージシャン
go!go!vanillas
- 牧達弥（ボーカル・ギター）
- 柳沢進太郎（ギター・ボーカル）
- 長谷川プリティ敬祐（ベース）
- ジェットセイヤ（ドラムス）

Additional Musicians
- 別所和洋（ピアノ）[Track1]

## タイアップ
- 鏡（2020年、TBS系『王様のブランチ』11月度エンディングテーマ）[20]

## ライブ映像作品
鏡
- 鏡 e.p.（完全限定生産盤）
- PANDORA（完全限定生産盤）
- 1st LIVE FILM -AMAZING BUDOKAN 2020-
- 青いの。（完全限定生産盤）

バームクーヘン
- 1st LIVE FILM -AMAZING BUDOKAN 2020-
- 青いの。（完全限定生産盤）

イノセンス
- PANDORA（完全限定生産盤）
- 1st LIVE FILM -AMAZING BUDOKAN 2020-

JETT ROCK SCHOOL
- 1st LIVE FILM -AMAZING BUDOKAN 2020-